# Gęstwina
Gęstwina (niem. Stöckicht) – część wsi Podlesie w Polsce, położona w województwie opolskim, w powiecie nyskim, w gminie Głuchołazy.
W latach 1975–1998 Gęstwina należała administracyjnie do województwa opolskiego.